# Umberto Baldini
Umberto Baldini (Pitigliano, 9 novembre 1921 – Massa, 16 agosto 2006) è stato uno storico dell'arte italiano, specialista nella teoria del restauro.

## Biografia
Laureatosi in storia dell'arte col professor Mario Salmi, entrò in servizio come ispettore della Soprintendenza di Firenze e nel 1949 diventò direttore del Gabinetto di restauro. In quella veste si trovò a dover gestire la drammatica emergenza dell'alluvione di Firenze del 1966 che danneggiò tanti capolavori. Si avvalse dell'opera di molti restauratori fra i quali Vittorio Granchi, che restaurò anche il Crocifisso di Santa Croce di Cimabue. Il risultato di quegli interventi consacrò a livello mondiale le tecniche e le metodologie della cosiddetta «scuola fiorentina» di restauro.
Nel 1970 divenne direttore dell'Opificio delle Pietre Dure e grazie a lui si compì l'unione tra i laboratori di restauro nati durante l'alluvione di Firenze e l'Opificio con la collaborazione del ministro del neonato Ministero per i beni culturali e ambientali Giovanni Spadolini, portando al restauro fiorentino una maggior attenzione al restauro delle arti minori, affiancando all'attività operativa l'attività di ricerca e costituendo una scuola di restauratori (trasformata recentemente in una delle due sedi della Scuola di Alta Formazione del Ministero della cultura); dal 1983 al 1987 venne chiamato a dirigere l'Istituto Centrale per il Restauro di Roma e, in quegli anni, curò l'imponente recupero della Cappella Brancacci nella basilica del Carmine a Firenze. 
Nel 1987 divenne responsabile del settore dei Beni Culturali al Consiglio Nazionale delle Ricerche e successivamente venne nominato presidente dell'Università Internazionale dell'Arte di Firenze, e direttore, sempre a Firenze, del Museo Horne nel quale, oltre alla collezione di dipinti su tavola, sono ricostruiti alcuni ambienti di una tipica abitazione fiorentina antica.

## Pubblicazioni principali
- Beato Angelico, Bergamo, Istituto italiano d'arti grafiche, 1964.
- Pittori toscani del Novecento, Firenze, Nardini-Centro internazionale del libro, 1978.
- Pittori del Novecento in Toscana : i toscani di adozione, Firenze, Nardini-Centro internazionale del libro, 1979
- Teoria del restauro e unità di metodologia, 2 voll, Firenze, Nardini Editore, 1978-1981.
- Metodo e Scienza: operatività e ricerca nel restauro, Firenze, Sansoni, 1982.
- Masaccio, Firenze, Edizioni d'arte Il fiorino, 1990.
- Il Duomo e il Battistero di Firenze, Novara, Istituto Geografico De Agostini, 1995.